# Sýrovice
Sýrovice (německy Sirbitz) je malá vesnice, část města Podbořany v okrese Louny. Nachází se asi 5,5 km na severovýchod od Podbořan. Prochází zde silnice I/27. V roce 2011 zde trvale žilo 139 obyvatel.
Sýrovice je také název katastrálního území o rozloze 3,83 km².

## Historie
První písemná zmínka o vesnici pochází z roku 1437.

### Zemědělský koncentrační tábor
Zemědělské tábory byly stavěny podle sovětských koncentračních táborů a nic si s nimi nezadaly. Sýrovický tábor existoval v letech 1958–1965. Sýrovice zpočátku organizačně patřily pod komplex Jáchymovských dolů. Všechny koncentrační tábory byly obehnány dvojitým, případně i trojitým, oplocením z ostnatého drátu o výšce 2,5 až 3,5 metrů a na vnějších rozích byly postaveny strážní věže s osvětlením vysoké kolem 6 metrů.

## Obyvatelstvo
Při sčítání lidu v roce 1921 zde žilo 201 obyvatel (z toho 103 mužů), z nichž bylo 49 Čechoslováků, 151 Němců a jeden cizinec. Kromě jednoho člověka bez vyznání se hlásili k římskokatolické církvi. Podle sčítání lidu z roku 1930 měla vesnice 229 obyvatel: 47 Čechoslováků, 178 Němců a čtyři cizince. Převažovali římští katolíci, ale po jednom zástupci měli také evangelíci, církev československá, nezjišťované církve a lidé bez vyznání.
|                                                                            | 1869 | 1880 | 1890 | 1900 | 1910 | 1921 | 1930 | 1950 | 1961 | 1970 | 1980 | 1991 | 2001 | 2011 |
| -------------------------------------------------------------------------- | ---- | ---- | ---- | ---- | ---- | ---- | ---- | ---- | ---- | ---- | ---- | ---- | ---- | ---- |
| Obyvatelé                                                                  | 207  | 251  | 221  | 218  | 193  | 201  | 229  | 143  | 132  | 163  | 156  | 115  | 157  | 139  |
| Domy                                                                       | 27   | 29   | 38   | 38   | 37   | 37   | 37   | 27   | .    | 34   | 34   | 33   | 30   | 29   |
| Počet domů z roku 1961 je zahrnut v celkovém počtu domů místní části Pšov. |      |      |      |      |      |      |      |      |      |      |      |      |      |      |

## Pamětihodnosti
- Socha svatého Floriána
- Pomník obětem druhé světové války

## Galerie

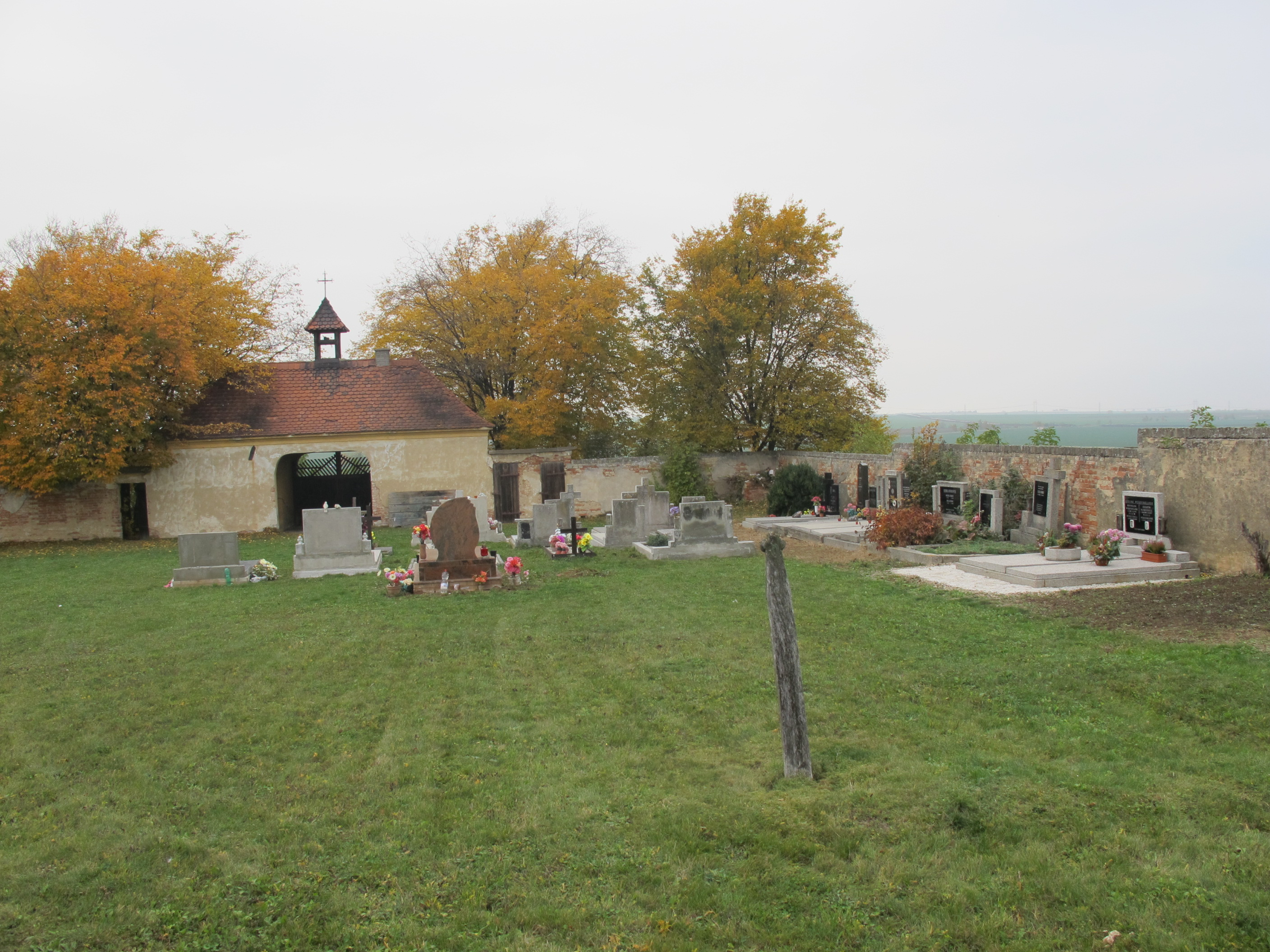
Hřbitov
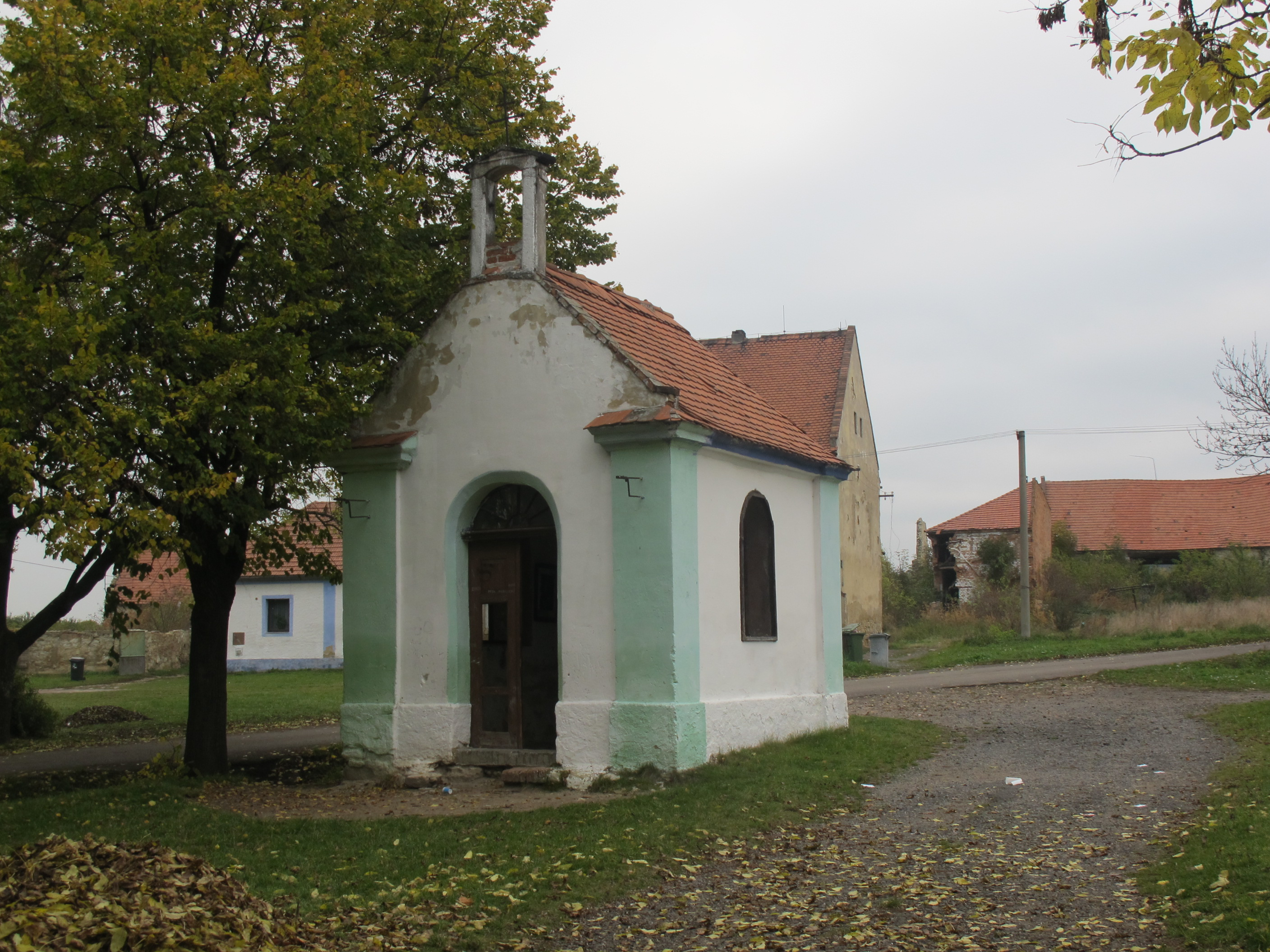
Kaple
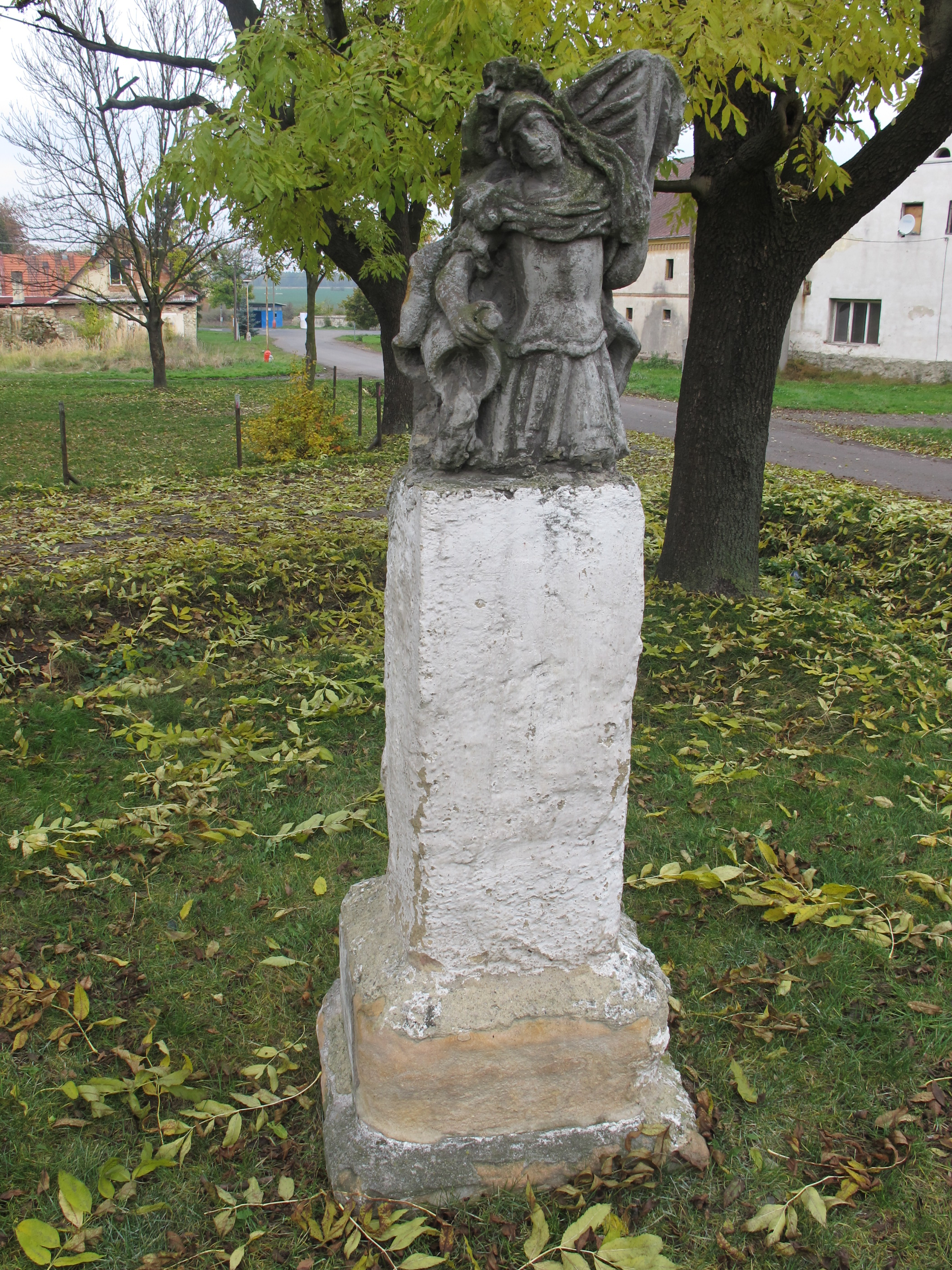
Socha svatého Floriána